# Pakożer
Pakożer (Speothos) – rodzaj ssaków z rodziny psowatych (Canidae).

## Występowanie
Rodzaj obejmuje jeden współcześnie żyjący gatunek występujący w Ameryce Południowej.

## Morfologia
Długość ciała 57,5–75 cm, ogona 12,5–15 cm; masa ciała 5–8 kg (dotyczy tylko gatunku występującego współcześnie).

## Systematyka
Rodzaj zdefiniował w 1839 roku duński przyrodnik i paleontolog Peter Wilhelm Lund w artykule poświęconym wymarłym ssakom z Brazylii opublikowanym na łamach Annales des sciences naturelles. Na gatunek typowy Lund wyznaczył (oznaczenie monotypowe) wymarłego Speothos pacivorus.

### Etymologia
- Speothos: gr. σπεος speos ‘jaskinia’; θώς thōs, θωός thōos ‘rodzaj wilka’[14].
- Cynogale: gr. κυων kuōn, κυνος kunos ‘pies’; γαλεη galeē lub γαλη galē ‘łasica’[15]. Gatunek typowy (oznaczenie monotypowe): Cynogale venatica Lund, 1842.
- Icticyon: ικτις iktis, ικτιδις iktidis ‘łasica’; κυων kuōn, κυνος kunos ‘pies’[16].
- Abathmodon: gr. α a ‘bez’; βαθμός bathmos ‘stopień’; οδους odous, οδων odōn ‘ząb’[17]. Gatunek typowy (oznaczenie monotypowe): †Abathmodon fossilis Lund, 1843 (= †Speothos pacivorus Lund, 1839).
- Cynalicus (Cynalius, Cynalycus): gr. κυνoλυκος kunolykos ‘pies-wilk’, od κυων kuōn, κυνος kunos ‘pies’; λυκος lukos ‘wilk’[18]. Gatunek typowy (oznaczenie monotypowe): Cynalicus melanogaster J.E. Gray, 1846 (= Cynogale venatica Lund, 1842).
- Melictis (Melictes): zbitka wyrazowa nazw rodzajów: Meles Brisson, 1762 (borsuk) oraz Ictis Schinz, 1827 (wiwera)[19]. Gatunek typowy (oznaczenie monotypowe): Melictis baskii Schinz, 1849 (= Cynogale venatica Lund, 1842).

### Podział systematyczny
Do rodzaju należy jeden występujący współcześnie gatunek:
- Speothos venaticus (Lund, 1842) – pakożer leśny

Opisano również jeden plejstoceński gatunek wymarły:
- Speothos pacivorus Lund, 1839